# Amata cocandica
Amata cocandica är en fjärilsart som beskrevs av Nicolas Grigorevich Erschoff 1874. Amata cocandica ingår i släktet Amata och familjen björnspinnare. Inga underarter finns listade i Catalogue of Life.